# Güney Artak
Güney Artak, Kampfname Zaza, Beiname Schlachter (* 24. November 1988 in Langenhagen), ist ein deutscher Kickboxer und Boxer.

## Leben
Der 1988 in Langenhagen geborene Güney Artak zog im Alter von 2 Jahren mit seiner Familie nach Barsinghausen in den Ortsteil Kirchdorf, wo er die Astrid-Lindgren-Grundschule und die Lisa-Tetzner-Schule besuchte. Anschließend besuchte er die Berufsbildende Schule in Springe.
Für seine Ausbildung zur Fachkraft für Schutz und Sicherheit in Hannover verließ Artak mit 18 Jahren seine Familie und arbeitete anschließend im Werkschutz größerer Firmen.
Güney Artak spielte von der G- bis zur B-Jugend Fußball beim TSV Kirchdorf und bei der Barsinghausener Spielgemeinschaft Basche United. Im Bereich Kampfsport betätigte er sich zunächst im Judo, später im Kung-Fu, im klassischen Boxen sowie im Kickboxen und im Sanda.
Daneben engagierte Artak sich ehrenamtlich im Integrationsrat sowie im Jugendparlament von Barsinghausen.
Seit 2016 betätigt sich Güney Artak als Fußballschiedsrichter. Laut eigener Aussage leitet er „gerne Problemspiele mit Spielern mit Migrationshintergrund, bei denen eine hohe Abbruchgefahr zu vermuten ist.“
Am 2. Dezember 2017 wurde Artak, seinerzeit Deutscher Meister im Kickboxen sowie amtierender Europameister, in Hameln Schwergewichtsweltmeister des Boxverbandes World Boxing Union.
Am 5. Oktober 2018 war Artak als einer der Kämpfer in dem RTL–Fitness-Wettbewerb unter dem Titel Showdown – die Wüstenchallenge zu sehen.
Ende 2018 lebte Güney Artak, der beruflich Personalcoach für Fitness und Kampfsport ist, sich als „Kurde aus der Türkei“ bezeichnet und nur den deutschen Pass besitzt, in Döhren. Nebenberuflich arbeitete Artak als Dozent für Fachkräfte des Sicherheitsbereiches.
Am 15. Juli 2022 verurteilte das Landgericht Hannover Artak wegen Vergewaltigung, Zwangsprostitution, Zuhälterei und sexueller Nötigung zu sechs Jahren und zehn Monaten Freiheitsstrafe.